# Da quando te ne andasti
Da quando te ne andasti (Since You Went Away) è un film del 1944 diretto da John Cromwell, con Claudette Colbert, Jennifer Jones, Joseph Cotten e Shirley Temple. Il film è un adattamento del racconto di Margaret Buell Since You Went Away: Letters to a Soldier from His Wife, che narra la storia delle donne di una agiata famiglia che attendono il ritorno dell'uomo di casa dalla guerra oltreoceano. David O. Selznick, produttore del lungometraggio, si occupa anche della sceneggiatura.
Da quando te ne andasti, girato e distribuito durante gli anni della Seconda guerra mondiale, è di chiara propaganda nazionalista interna: inizia con la frase sullo schermo: C'è una fortezza che nessun nemico potrà abbattere: la Famiglia americana.
Candidato a ben 9 Premi Oscar 1945, se ne aggiudicò uno, per la colonna sonora di Max Steiner.

## Trama
Nel gennaio 1943, Anne Hilton è una casalinga della classe medio-alta che vive in una città del Midwest vicino a una base militare con le sue due figlie adolescenti, Jane e Bridget "Brig". L'amato marito di Anne, Tim Hilton, si è offerto volontario per il servizio nell'esercito degli Stati Uniti durante la seconda guerra mondiale. Anne è appena tornata dall'accompagnamento del marito a Camp Claiborne, e lei e le sue figlie devono adattarsi all'assenza di Tim e fare altri sacrifici per lo sforzo bellico, compreso il razionamento del cibo, rinunciare ai servizi della loro fedele cameriera Fidelia che tuttavia si offre di continuare a lavorare part-time per gli Hilton rinunciando allo stipendio e accogliendo un pensionante, il burbero colonnello in pensione Smollett.
Il colonnello ha una relazione tesa con il suo giovane nipote, Bill Smollett, perché questo non è stato ammesso a West Point e ora presta servizio nell'esercito degli Stati Uniti come semplice caporale piuttosto che come ufficiale. Anche un vecchio amico di Anne e Tim, il tenente della Marina degli Stati Uniti Tony Willett, visita gli Hilton in attesa di ordini dai superiori. Bill si innamora di Jane, che ha una cotta per Tony, che a sua volta è stato a lungo attratto da Anne. Tuttavia, dopo che Tony se ne va, la relazione tra Bill e Jane si sviluppa e i due si fidanzano, ma Bill convince Jane ad aspettare fino a dopo la guerra per sposarsi. Bill viene mandato all'estero e Jane corre in lacrime dietro al treno in partenza per dirgli addio. Il colonnello, che sotto il suo aspetto burbero tiene davvero a suo nipote, trasmette i suoi auguri a Bill tramite Anne, che arriva però troppo tardi per salutarlo di persona.
Jane è determinata a fare di più per lo sforzo bellico e inizia a fare volontariato come assistente infermiera nel vicino ospedale militare, dove i veterani di ritorno con lesioni fisiche e mentali vengono inviati a riprendersi. La famiglia apprende tramite telegramma che Tim Hilton è disperso in azione nel sud-ovest del Pacifico e successivamente ricevono la notizia che Bill è stato ucciso in azione a Salerno. Gli Hilton e il colonnello si addolorano per la triste comunicazione. Anne decide di addestrarsi come saldatrice per il lavoro di difesa nel cantiere navale.
Tony torna in licenza e dichiara a Anne i suoi sentimenti per lei, ma lei è sposata con il suo amico Tim e quindi i due decidono di lasciare le cose come stanno e rimanere amici. Alla vigilia di Natale, Fidelia mette dei regali sotto l'albero che Tim le aveva regalato mesi prima di partire e Anne si commuove in  lacrime. Anne riceve infine un cablogramma che la informa che Tim è vivo e sta tornando a casa, lei e le figlie si abbracciano gioiosamente.

## Riconoscimenti
- 1945 - Premio Oscar
  - Miglior colonna sonora a Max Steiner
  - Candidatura Miglior film alla Selznick International Pictures
  - Candidatura Miglior attrice protagonista a Claudette Colbert
  - Candidatura Miglior attore non protagonista a Monty Woolley
  - Candidatura Miglior attrice non protagonista a Jennifer Jones
  - Candidatura Migliore fotografia a Stanley Cortez e Lee Garmes
  - Candidatura Migliore scenografia a Mark-Lee Kirk e Victor A. Gangelin
  - Candidatura Miglior montaggio a Hal C. Kern e James E. Newcom
  - Candidatura Migliori effetti speciali a Jack Cosgrove e Arthur Johns

## Critica
- «[...] è il più altisonante omaggio che Hollywood abbia fatto al fronte interno e al patriottismo americano» (Morando Morandini[2]).